# John C. Greene
John C. Greene (19 juillet 1926 - 13 octobre 2016) est un dentiste américain et administrateur de la santé publique. Il est contre-amiral dans le US Public Health Service Commissioned Corps et vice-chirurgien général des États-Unis sous le président Carter de 1978 à 1981. Il est chirurgien général par intérim de janvier à mai 1981 sous Ronald Reagan. Il est l'officier de santé publique non médecin le plus haut gradé de l'histoire du gouvernement américain,,,,,.
Greene est connu pour son indice d'hygiène buccale (avec le co-auteur Jack Vermillion ; Greene Vermillion 1960), qui fournit une approche systématique pour quantifier la plaque bactérienne sur les dents, son rôle dans la création d'une politique publique pour le traitement des patients dentaires pendant l'épidémie de sida dans les années 1980, et son travail pour prévenir l'usage du tabac sans fumée chez les joueurs de baseball professionnels (Ernster et al. 1990).

## Jeunesse et éducation
Greene est né à Ashland Kentucky, l'un des six enfants de Norman et Ella Greene. Norman est postier et agriculteur après avoir pris sa retraite en tant que joueur de baseball semi-professionnel,.
Greene ment sur son âge afin de rejoindre la marine et sert pendant la Seconde Guerre mondiale de 1943 à 1945.
Après la guerre, il retourne à Ashland Kentucky où il prévoit d'obtenir un diplôme en génie électrique. Il découvre vite que le secteur est encombré, d'autres GI ayant la même intention. Alors qu'il cherche un autre cheminement de carrière, il rencontre le dentiste local qui encourage Greene à changer ses plans et à devenir dentiste, influençant ainsi l'orientation de sa vie.
Greene obtient un diplôme d'associé en sciences infirmières de l'Ashland Community College. Il va à l'Université de Louisville où il obtient un diplôme DMD en 1952. Il obtient une maîtrise en santé publique de l'Université de Californie à Berkeley en 1961. Il reçoit des doctorats honorifiques de 3 universités,,,.

## Carrière
Greene sert dans le service de santé publique depuis l'obtention de son diplôme en 1961 jusqu'à sa retraite en 1981.
Son travail l'amène à parcourir le monde pour étudier l'impact de l'environnement sur la santé des peuples autochtones d'Amérique du Sud, d'Inde et d'Asie.
Il est l'auteur de plus de 100 publications  et est connu pour son Oral Hygiene Index qui fournit une approche systématique pour quantifier la plaque bactérienne sur les dents. La version simplifiée de cet indice est toujours utilisée par l'Organisation mondiale de la santé et dans de nombreux pays du monde.
Il prend sa retraite avec plus de 30 ans de service,.
Greene est doyen de l'école dentaire de l'Université de Californie à San Francisco de 1981 à sa deuxième retraite en 1994. Au cours de son mandat à l'UCSF School of Dentistry, il conduit l'école du tiers moyen des écoles américaines à être numéro un dans le pays.
Au cours de cette période, Greene s'engage dans une campagne de sensibilisation du public aux dangers du tabac sans fumée. Il lance l'étude la plus vaste et la plus complète des effets sur la santé du tabac sans fumée chez les joueurs de baseball professionnels (Ernster et al. 1990). Il est co-investigateur principal de l'étude.
Il est également membre du comité directeur du National Cancer Institute Dental Tobacco-Free et il préside le comité sur le tabac de l'Association internationale de recherche dentaire.
Greene est un chercheur prolifique dans les domaines de l'épidémiologie buccale, de l'hygiène bucco-dentaire et des maladies parodontales, ainsi que sur les questions entourant les services publics de santé dentaire. Son travail pour établir le Greene Vermillion Oral Hygiene Index fournit le premier outil d'examen uniforme pour les fournisseurs de soins dentaires pour suivre la santé bucco-dentaire actuelle et l'évolution de la santé bucco-dentaire au fil du temps chez un patient individuel et des groupes de population hospitalisés,,.

## Vie privée
Greene rencontre Gwen Rustin au CDC à Atlanta, en Géorgie. Le couple se marie le 17 novembre 1957. Ils ont trois enfants, Alan Rustin Greene, Laura Greene Nickel et Lisa Greene Helm,.
Il est un dirigeant actif de la Marin Covenant Church à San Rafael, en Californie, jusqu'à ses dernières années, lorsque des problèmes de mobilité ont limité sa capacité à participer,.
Greene est décédé de causes naturelles au Marin General Hospital de Greenbrae, en Californie, à l'âge de 90 ans.